# Proquazone
Proquazone là một loại thuốc chống viêm không steroid, còn được gọi là NSAID.